# 리하르트 쿤

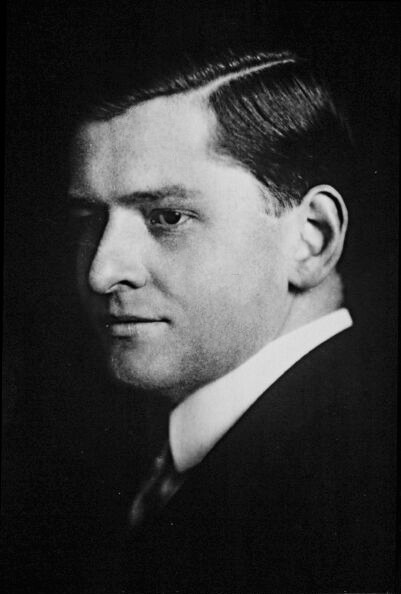
리하르트 쿤 (1926년경)

리하르트 쿤(독일어: Richard Kuhn, 1900년 12월 3일 ~ 1967년 8월 1일)은 오스트리아와 독일의 생화학자이다.

## 인생
쿤은 빈에서 일생을 보냈는데 공립 중학교와 고등학교에 다니고 있었다. 그는 화학에 큰 관심을 가졌지만 전반적인 흥미를 가졌을 뿐 뒤늦게 화학 공부를 하기로 결정했다. 1918년에는 빈 대학교에서 화학 강의에 참가했으며 뮌헨에서 화학 공부를 끝낸 이후 1922년에 효소 연구로 박사 학위를 얻었다.
졸업 후의 쿤의 과학적인 경력으로 우선 뮌헨에서 그 후 취리히 공과대학, 1929년부터는 하이델베르크 대학에 들어갔고, 1937년에는 화학과 학과장이 되었다. 1928년 다이지 하르트만(Daisy Hartmann)과 결혼해 2명의 아들과 4명의 딸을 두었다. 1938년 카로티노이드와 효소 연구에 관한 공로를 인정받아 노벨 화학상을 수상했지만 당시 나치 독일이 독일인의 노벨상 수상을 금지하고 있었기 때문에 제2차 세계 대전이 끝날 때까지 상을 받을 수 없었다.